# Lupon
Lupon ist eine Großraumgemeinde in der Provinz Davao Oriental und liegt auf der Insel Mindanao auf den Philippinen. Sie hat 65.785 Einwohner (Zensus 1. August 2015), die in 21 Barangays leben. Lupon gehört zur ersten Einkommensklasse der Gemeinden der Philippinen.
Die Gemeinde Lupon liegt etwa 110 km südöstlich von Davao City und ist über die Küstenstraße am Golf von Davao von dort zu erreichen. Die Gemeinde belegt eine Fläche von 886,39 km².

## Barangays
Die Großraumgemeinde ist in 21 Barangays unterteilt.
| - Bagumbayan - Cabadiangan - Calapagan - Cocornon - Corporacion - Don Mariano Marcos - Ilangay - Langka - Lantawan - Limbahan - Macangao | - Magsaysay - Mahayahay - Maragatas - Marayag - New Visayas - Poblacion - San Isidro - San Jose - Tagboa - Tagugpo |